# إبراهيم دياو
إبراهيم دياو (بالفرنسية: Ibrahim Diaw) مواليد 28 نوفمبر 1979 في فرنسا، هو لاعب كرة يد سنغالي. مثل منتخب السنغال لكرة اليد.

## المسيرة الاحترافية
لعب مع نادي باريس سان جيرمان لكرة اليد في الدوري الفرنسي من سنة 2002 إلى 2009، ثم لعب مع نادي باريس سان جيرمان لكرة اليد من سنة 2011 إلى 2014، ثم لعب مع نادي دينامو بوخارست لكرة اليد في الدوري الروماني من سنة 2014 إلى 2016.

## الإنجازات
- الدوري الفرنسي لكرة اليد:
  - الفوز: 2013
  - الميدالية الفضية: 2005، 2014
  - الميدالية البرونزية: 2006
- الدوري الروماني لكرة اليد:
  - الفوز: 2015–16
  - الميدالية البرونزية: 2014–15

## روابط خارجية
- إبراهيم دياو على موقع الاتحاد الأوروبي لكرة اليد (الإنجليزية)
- إبراهيم دياو على موقع الاتحاد الفرنسي لكرة اليد (الفرنسية)